# Saint-Martin-de-Vaulserre
Pour les articles homonymes, voir Saint-Martin.
Saint-Martin-de-Vaulserre est une commune française située dans le département de l'Isère, en région Auvergne-Rhône-Alpes. Elle est adhérente à la communauté de communes Les Vals du Dauphiné depuis le 1er janvier 2017.

## Géographie

### Situation et description
Saint-Martin-de-Vaulserre se présente comme un modeste village à l'aspect essentiellement rurale avec un petit bourg central et quelques hameaux disséminés.
La commune est plus précisément positionnée dans la partie septentrionale du plateau des Terres froides, non loin de l'agglomération des deux communes du Pont-de-Beauvoisin, entre Lyon et Chambéry.

### Climat
Pour des articles plus généraux, voir Climat d'Auvergne-Rhône-Alpes et Climat de l'Isère.
En 2010, le climat de la commune est de type climat des marges montargnardes, selon une étude du Centre national de la recherche scientifique s'appuyant sur une série de données couvrant la période 1971-2000. En 2020, Météo-France publie une typologie des climats de la France métropolitaine dans laquelle la commune est exposée à un climat de montagne ou de marges de montagne et est dans la région climatique Alpes du nord, caractérisée par une pluviométrie annuelle de 1 200 à 1 500 mm, irrégulièrement répartie en été.
Pour la période 1971-2000, la température annuelle moyenne est de 10,7 °C, avec une amplitude thermique annuelle de 18,4 °C. Le cumul annuel moyen de précipitations est de 1 352 mm, avec 9,5 jours de précipitations en janvier et 7,7 jours en juillet. Pour la période 1991-2020, la température moyenne annuelle observée sur la station météorologique de Météo-France la plus proche, « Pont-de-Beauvoisin », sur la commune du Pont-de-Beauvoisin à 5 km à vol d'oiseau, est de 11,8 °C et le cumul annuel moyen de précipitations est de 1 166,3 mm,. Pour l'avenir, les paramètres climatiques de la commune estimés pour 2050 selon différents scénarios d'émission de gaz à effet de serre sont consultables sur un site dédié publié par Météo-France en novembre 2022.

### Voies de communication
Le territoire de la commune est situé à l'écart des grands axes routiers, seule la RD28e lui permet d'être reliée à la commune du Pont-de-Beauvoisin, principale agglomération du secteur.
La gare ferroviaire la plus proche de la commune est la gare de Pont-de-Beauvoisin, desservie par des trains TER Auvergne-Rhône-Alpes.

## Urbanisme

### Typologie
Au 1er janvier 2024, Saint-Martin-de-Vaulserre est catégorisée commune rurale à habitat dispersé, selon la nouvelle grille communale de densité à sept niveaux définie par l'Insee en 2022.
Elle est située hors unité urbaine et hors attraction des villes,.

### Occupation des sols
L'occupation des sols de la commune, telle qu'elle ressort de la base de données européenne d’occupation biophysique des sols Corine Land Cover (CLC), est marquée par l'importance des territoires agricoles (70 % en 2018), une proportion identique à celle de 1990 (70 %). La répartition détaillée en 2018 est la suivante : 
zones agricoles hétérogènes (53 %), forêts (30 %), prairies (12,6 %), terres arables (4,4 %). L'évolution de l’occupation des sols de la commune et de ses infrastructures peut être observée sur les différentes représentations cartographiques du territoire : la carte de Cassini (XVIIIe siècle), la carte d'état-major (1820-1866) et les cartes ou photos aériennes de l'IGN pour la période actuelle (1950 à aujourd'hui).

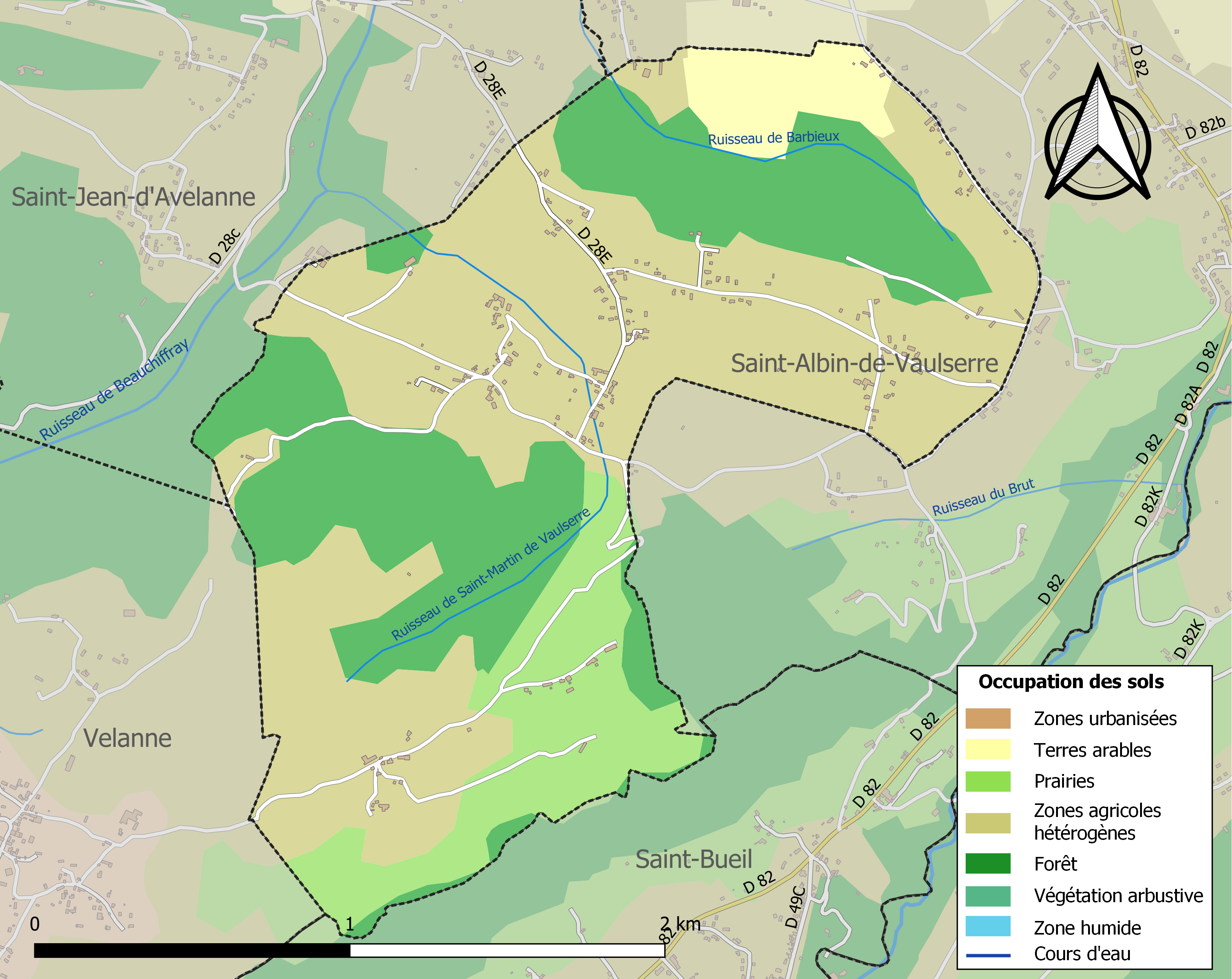
Carte des infrastructures et de l'occupation des sols de la commune en 2018 (CLC).

### Risques naturels et technologiques

#### Risques sismiques
L'ensemble du territoire de la commune de Saint-Martin-de-Vaulserre est situé en zone de sismicité no 4, non loin de la zone no 3 située plus à l'ouest.
| Type de zone | Niveau            | Définitions (bâtiment à risque normal) |
| ------------ | ----------------- | -------------------------------------- |
| Zone 4       | Sismicité moyenne | accélération = 1,6 m/s2                |

## Histoire
En 1790, la commune de Vaulserre était née du mandement de Vaulserre, auquel on avait ajouté la partie de la paroisse de Saint-Bueil qui appartenait jusqu'alors au mandement de Saint-Geoire. Après l'intermède des municipalités de canton, la commune de Vaulserre se scinda en 1801, donnant naissance aux communes de Saint-Albin de Vaulserre, Saint-Martin de Vaulserre, Saint-Bueil et Voissant.

## Politique et administration

### Liste des maires
| Période                                  | Période | Identité       | Étiquette | Qualité                     |
| ---------------------------------------- | ------- | -------------- | --------- | --------------------------- |
| avant 1988                               | ?       | René Jargot    |           |                             |
| mars 2001                                | 2020    | Joëlle Martin  | SE        | Retraitée de l'enseignement |
| mars 2001                                | 2020    | Michel Reynaud |           |                             |
| Les données manquantes sont à compléter. |         |                |           |                             |

## Population et société

### Démographie
L'évolution du nombre d'habitants est connue à travers les recensements de la population effectués dans la commune depuis 1793. Pour les communes de moins de 10 000 habitants, une enquête de recensement portant sur toute la population est réalisée tous les cinq ans, les populations de référence des années intermédiaires étant quant à elles estimées par interpolation ou extrapolation. Pour la commune, le premier recensement exhaustif entrant dans le cadre du nouveau dispositif a été réalisé en 2004.

En 2022, la commune comptait 241 habitants, en évolution de −9,4 % par rapport à 2016 (Isère : +3,07 %, France hors Mayotte : +2,11 %).
| 1793  | 1800 | 1806 | 1821 | 1831 | 1836 | 1841 | 1846 | 1851 |
| ----- | ---- | ---- | ---- | ---- | ---- | ---- | ---- | ---- |
| 1 142 | 331  | 353  | 428  | 468  | 453  | 462  | 475  | 442  |

| 1856 | 1861 | 1866 | 1872 | 1876 | 1881 | 1886 | 1891 | 1896 |
| ---- | ---- | ---- | ---- | ---- | ---- | ---- | ---- | ---- |
| 404  | 387  | 373  | 349  | 328  | 324  | 317  | 294  | 304  |

| 1901 | 1906 | 1911 | 1921 | 1926 | 1931 | 1936 | 1946 | 1954 |
| ---- | ---- | ---- | ---- | ---- | ---- | ---- | ---- | ---- |
| 269  | 252  | 250  | 215  | 200  | 188  | 175  | 183  | 182  |

| 1962 | 1968 | 1975 | 1982 | 1990 | 1999 | 2004 | 2006 | 2009 |
| ---- | ---- | ---- | ---- | ---- | ---- | ---- | ---- | ---- |
| 172  | 164  | 134  | 155  | 191  | 208  | 217  | 218  | 245  |

| 2014 | 2019 | 2022 | - | - | - | - | - | - |
| ---- | ---- | ---- | - | - | - | - | - | - |
| 256  | 248  | 241  | - | - | - | - | - | - |

### Enseignement
La commune est rattachée à l'académie de Grenoble.

### Médias
Historiquement, le quotidien à grand tirage Le Dauphiné libéré consacre, chaque jour, y compris le dimanche, dans ses éditions, Nord-Isère et Voironnais-Chartreuse, un ou plusieurs articles à l'actualité de la communauté de communes, ainsi que des informations sur les éventuelles manifestations locales, les travaux routiers, et autres événements divers à caractère local.

### Cultes
La communauté catholique et l'église de Saint-Martin-de-Vaulserre (propriété de la commune) dépendent de la paroisse Saint-Jacques de la Marche qui comprend vingt autres églises du secteur. Cette paroisse est rattachée au diocèse de Grenoble-Vienne.

## Culture et patrimoine

### Lieux et monuments

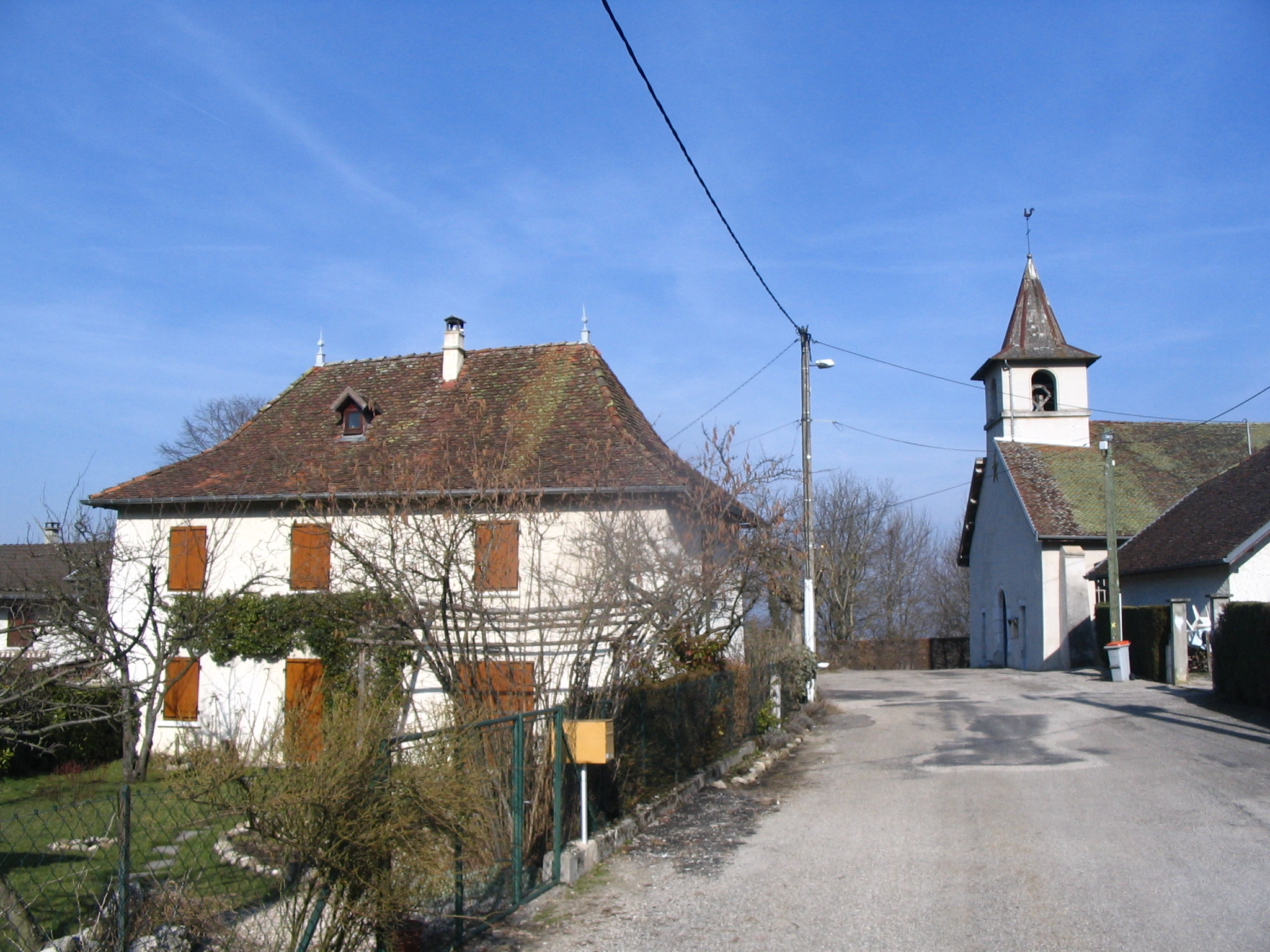
Église paroissiale de Saint-Martin-de-Vaulserre et maison typique de l'avant-pays.

Le site du Sacré-Cœur domine le village. Lieu de recueillement, une messe en plein air y est célébrée tous les ans le troisième dimanche de juin, suivie d'un pique-nique[réf. nécessaire].
- Église Saint-Martin de Saint-Martin-de-Vaulserre

### Héraldique
|  | Saint-Martin-de-Vaulserre possède des armoiries dont l'origine et le blasonnement exact ne sont pas disponibles. |